# Oshiguma

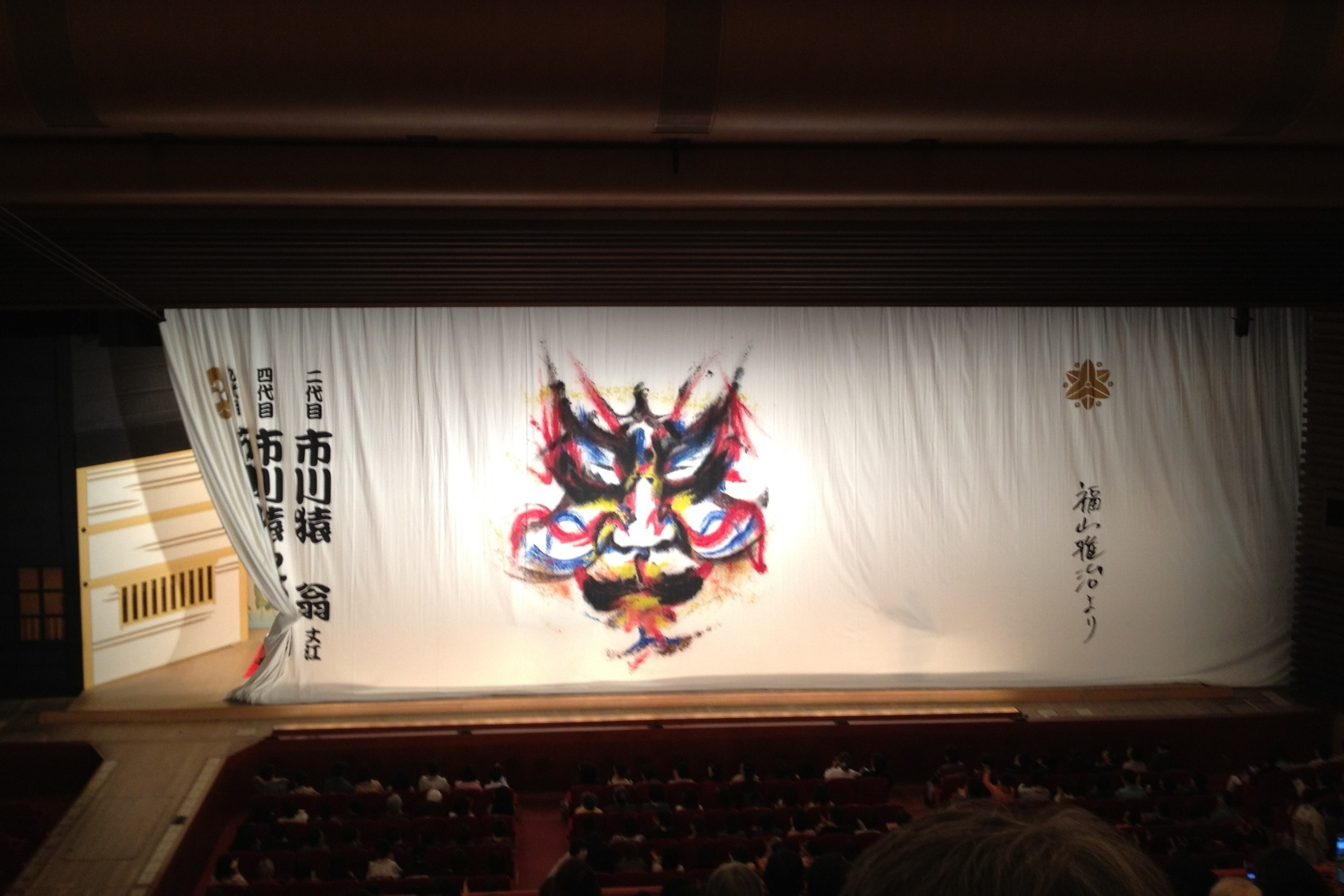
Rideau imitant un oshiguma installé au théâtre de kabuki Misono-za à Nagoya.

Un oshiguma est une impression du kumadori (maquillage du visage) des acteurs de kabuki sur un morceau de tissu, généralement en soie ou en coton, créé comme œuvre d'art et souvenir.
Cette empreinte, habituellement réalisée après la représentation d'une pièce de kabuki, mais pas nécessairement après chaque représentation, est offerte comme souvenir très précieux de l'événement. Un seul oshiguma peut porter les impressions d'un ou de plusieurs visages d'acteurs, généralement tous de la même représentation, illustrant les modèles de maquillage pour les principaux personnages de la pièce. Il peut également inclure des autographes, des dates et inscriptions supplémentaires, parfois d'autres éléments graphiques sont ajoutés au dessin.
Le même terme peut également être utilisé pour décrire une représentation artistique du kabuki, créé par d'autres moyens, mais destiné à imiter l'apparence d'une impression de visage.